# Gábor Boczkó
Gábor Boczkó (né le 1er avril 1977 à Tapolca) est un escrimeur hongrois, spécialiste de l'épée. Vice-champion d'Europe en individuel en 2010, il a surtout remporté des médailles par équipes, dont un argent olympique en 2004, un titre mondial en 2013 à Budapest et cinq autres médailles mondiale entre 2007 et 2012.

## Palmarès
- Jeux olympiques
  -  Médaille de bronze par équipes aux Jeux olympiques de 2016 à Rio de Janeiro